# Cydrela albopilosa
Cydrela albopilosa är en spindelart som beskrevs av Simon och Fage 1922. Cydrela albopilosa ingår i släktet Cydrela och familjen Zodariidae. Inga underarter finns listade i Catalogue of Life.